# 蘇日邊界衝突
蘇日邊界衝突（俄语：Советско-Японские Пограничные  Конфликты）是指從1932年—1939年間，蘇聯及其卫星国蒙古人民共和国與日本大东亚共荣圈之傀儡政权满洲国之間的一系列邊界衝突。
1932年日軍完全佔領滿洲後，日本轉而有意奪取對蘇聯領土，日本皇軍與蘇聯紅軍因而在滿蒙邊境頻繁爆發衝突。此衝突在《日蘇中立條約》簽署後暫停，直至1945年蘇聯對日宣戰。

## 早期冲突
1932年9月15日签署《日满议定书》。第二条规定：“满洲国及日本国确认对于缔约国一方之领土，及治安之一切之威胁，同时亦为对于缔约国他方之安宁及存立之威胁，相约两国协同当防卫国家之任，为此所要之日本国军驻扎于满洲国内。”以该议定书为基础，日满军事协定委员会制定了《日满守势军事协定案》，规定当一方或双方遭到第三国侵略时，两国军队将在日本国军事指挥官的统一指挥下行动。1932年起，日军开始以四年计划旨在充实驻满洲兵力、改善装备等应急的军备建设。
苏军从1933年春开始构筑坚固的边境阵地，并开始增兵。1934年6月，远东苏军有11个步兵师、2个骑兵师、650辆坦克、500架飞机，总兵力约23万；日军驻满兵力只有3个师、1个机械化旅、骑兵集团、3个独立守备队、约80架飞机，兵力约5万人，加上日军驻朝兵力，也不及远东苏军的十分之三。日本陆军参谋本部认为，在与苏军远东兵力的对比上，驻满洲和朝鲜的兵力至少要始终保持相当于苏军的十分之八，并尽早将航空兵力增强到相当干苏军十分之八的水平；以此为目标，迅速扩充军备。
1935年初，关东军在满洲国西北地区（呼伦贝尔）的军事部署基本就绪，关东军直属騎兵集團下辖骑兵第1旅团、骑兵第4旅团，由笠井中将指挥，不断在满蒙边界制造军事挑衅摩擦，试探外蒙古军事实力和政治态度。1935年1月，蒙满双方争夺哈拉哈庙的所有权，发生武装冲突，日军出动驻海拉尔的骑兵部队，未经交火就占领了哈爾哈廟，日本将这次武装冲突称为“哈爾哈廟戰鬥”。1935年日蒙之间发生了176次边境军事冲突。经日苏交涉，满蒙双方在1935年6月至1937年9月在满洲里召开“满蒙国境会议”，解决双方边界线问题，史称“滿洲里會議”。满洲国代表团正式成员共4人，首席代表为兴安北省省长凌陞，还有兴安北警备军司令官为乌尔金少将，满洲国军政部部员斋藤正锐陆军少佐（实际是关东军驻海拉尔特务机关长），满洲国外交部政务司长神吉正一。
西北地区防卫司令官即骑兵集团长深感骑兵虽有机动灵活、快速突击的优势，但由于兵种单一，加上重兵器不足，难以胜任对蒙古的威慑挑衅目的。关东军于1936年2月由驻公主岭的獨立混成第1旅團抽调摩托化歩兵1個大隊、山砲1個小隊、戰車1個中隊（輕装甲車9輛）组成一个特遣支队，支队长澀谷安秋大佐，进驻海拉尔，暂配属于骑兵集团长笠井中将指挥，松村黄次郎中佐指挥的海拉尔陆航战斗机部队担任空中支援。该支队来海拉尔不久便直接开往贝尔湖西岸边地区阿萨尔庙附近集结备战。1936年3月12日签订《苏蒙互助协定书》，共有两条：“蒙古或苏联领土的领土一旦受到第三国进攻的威胁时，苏联政府和蒙古政府约定立即就此情势进行协商，并采取为他们领土的保卫和安全所必要的一切措施。”“如果缔约国一方遭受军事攻击时，他们应互相给予各方面的援助，包括军事援助在内。”1936年3月29日《苏蒙互助协定书》对外公布。1936年3月30日，日本关东军渋谷支队1500人乘汽车50辆、装甲车12辆、坦克4辆，从贝尔湖西岸阿萨尔庙地区入侵蒙古境内阿达格多兰地区，蒙军騎兵300騎，摩托化歩兵1個连，装甲車約10辆（45mm砲装備），苏蒙空军12架轻型轰炸机也参战击溃日满军，日军装甲车全部被击毁，指揮軽装甲車隊的平本鈴雄少尉战殁，涩谷率部撤回海拉尔重新整頓。（阿达格多兰事件）。1936年4月日本参谋本部发布的命令(“临命第323号”)，废除了关东军司令官对“满洲国”边境地区实施军事行动须向参谋本部总长实行事前报告的规定，允许其在认为必要的情况下，在“满洲国”全境范围内随时随地调动和使用兵力。1936年5月，日蒙双方交换了阿达格多兰事件中各自俘获的12名战俘以及收敛的对方尸体。1939年7月该支队随安岗坦克师团残部撤回驻地公主岭。
1936年8月7日，日本首相、外相、陆相、海相和藏相组成的日本最高军政联席会议-五相会议，通过《国策基准》：

陆军军备，以对抗苏联远东所能使用的兵力为目标，特别应充实在满洲与朝鲜的兵力，使在开战初期即能对其远东兵力加以一击。

1936年12月，苏联在苏蒙边境苏方一侧驻扎机械化部队及骑兵等快速部队，准备在蒙古受到武装攻击时可以快速反应。1937年9月，苏军进驻蒙古，与蒙古共同建设防御工程。
1938年7月日本陆军第二十三师团从日本进驻海拉尔，原驻呼伦贝尔的关东军直属骑兵集团调往蒙疆参加对华战争。

## 張鼓峰事件
張鼓峰事件（1938年7月29日─1938年8月11日），是蘇聯聲稱滿洲國軍（日軍）入侵其領土。日本相信這次入侵原因是蘇聯誤解俄羅斯帝國和大清帝國簽訂的《北京條約》規定的邊界劃分（及一系列關於邊界劃分的補充協議），加上邊界劃分標誌遭到竄改。

## 諾門罕戰役
諾門罕戰役，或稱哈拉哈河戰役，是第二次世界大戰時日本及蘇聯在遠東發生的一場戰爭。戰事在1939年在當時的滿洲與蒙古的邊界諾門罕發生。日、蘇雙方的軍隊分別代表滿洲國及蒙古人民共和國交戰，但蘇、日雙方並沒有向對方正式宣戰。戰事以日本關東軍战敗結束。日、苏雙方此後在二戰中一直維持和平狀態，直至1945年8月6日美軍在日本廣島投下原子彈後，蘇聯在8月8日对日本宣戰並發動八月風暴行動為止  。

## 蘇日中立條約
由於日本在諾門罕戰敗，蘇聯與日本在1941年4月13日簽訂類似《蘇德互不侵犯條約》的中立條約。
1941年下半年，當纳粹德国入侵蘇聯後（巴巴羅薩行動），日本曾考慮撕毀條約，但最終依然維持及繼續進侵東南亞，很大程度由於諾門罕戰役的失敗，導致日本不敢聯同納粹德國攻打蘇聯，雖然日本與德國是三國同盟條約的成員，1945年4月5日，蘇聯單方面中止中立條約，三個月後，蘇聯入侵滿洲，進攻在滿洲的日本關東軍 。

## 八月風暴行動
八月風暴行動，或稱滿洲之戰、蘇日戰爭，由1945年8月8日開始。蘇聯在這場軍事行動中進攻日本的傀儡政權滿洲國，同時也進攻鄰近的蒙疆，佔領南庫頁島及千島群島。根据美國的建议，蘇聯佔領了朝鮮半島北部、美國佔領朝鮮半岛南部。這標誌著蘇聯自從1939年蒙古邊境戰爭後首次對日本的軍事行動，在雅爾達會議上，它已經同意盟軍中止同日本的中立條約，在歐洲戰爭結束後三個月，加入太平洋戰爭 。
蘇聯的軍事行動在1945年8月8日開始，即德國於5月8日投降的三個月後。另外，這是在8月6日廣島市原子彈爆炸及8月9日長崎市原子彈爆炸之間。
在政治上，衝突仍未結束，而且日本與俄羅斯至今還未签订二战后的和平条约，及兩國關係因南千島群島的领土爭議而仍然存在緊張，而二戰後美、蘇分别佔領朝鮮。